# Лунчжун
Лунчжун (кит.: 隆中; піньїнь: Lóngzhōng) — ландшафтний парк із 1700-річною історією, загальною площею 209 км², розташований поблизу села Лунчжун, розташованого приблизно за 13 км від міста Сян'ян, що у провінції Хубей, КНР. Відомий історичний державний діяч Чжуге Лян часів Трьох Царств китайської історії уособлено проживав у цій місцині протягом більше десяти років. Краса і ландшафти Лунчжуну надихали його як державного діяча, військового стратега, філософа, поета, та автора пісень. У ті часи Лю Бей неодноразово відвідував Лунчжун для того, щоб зустрітися із Джуге Ляном і запросити його на посаду стратега та розробити знаменитий довготерміновий стратегічний Лунчжунський план боротьби Лю Бея із переважаючами силами Цао Цао та стратегічний план розвитку царства Хань. Для цього Лю Бей був змушений тричі відвідати Лунчжун, щоб особисто зустрітися із Чжуге Ляном, і, урешті-решт, виробити за його допомогою Лунчжунський план перемоги над Цао Цао. Цей епізод породив сучасну китайську ідіому " Сан Гу Мао Лу " (спрощ.: 三顾茅庐; кит. трад.: 三顧茅廬; піньїнь: sān gù máolú), що означає: «Для того, щоб отримати відповідальну посаду, будь-хто повинен добиватися її неодноразово».

## Опис
Ландшафтна зона Лунчжуну включає поєднання безлічі неповторних рукотворних пейзажів і мальовничих куточків природи, які прикрашають оригінальні архітектурні споруди та храми.
За часи династії Мін було сформовано десять лунчжунських ландшафтів: Цаолу Тін (Caolu Ting), Гунген Тянь (Gonggeng Tian), Сану Тан (Саньго Тан) (Sangu Tang), Сяо Хунцяо (Xiao Hongqiao), Люцзяо Цзінь (Liujiao Jin), Ухоу Ци (Wuhou Ci), Баньює Ці, (Banyue Xi), Лаолун Дун (Laolong Dong), Лянфу Янь (Liangfu Yan), Баоці Ши (Baoqi Shi).
За часів становлення КНР в межах Лунчжунської природоохоронної території були збудовані ще дві нові ландшафтні зони: Чжуге Цаолу (Zhuge Caolu) та Гуаньсін Таі (Guanxing Tai).
На 21-шу річницю КНР Лунчжун відвідав Чан Кайши. Були виділені асигнування на ремонтні і реставраційні роботи архітектурних споруд і храмів, відновлення ландшафтних зон, ставка із лотосами та на будівництво нових споруд і пам'ятника із пам'ятною меморіальною табличкою.
У 1994 році Лунчжун було внесено до переліку національних природоохоронних ландшафтних територій Китаю, а в 1996 році його було визначено як національний природоохоронний об'єкт культурної спадщини.

## Галерея

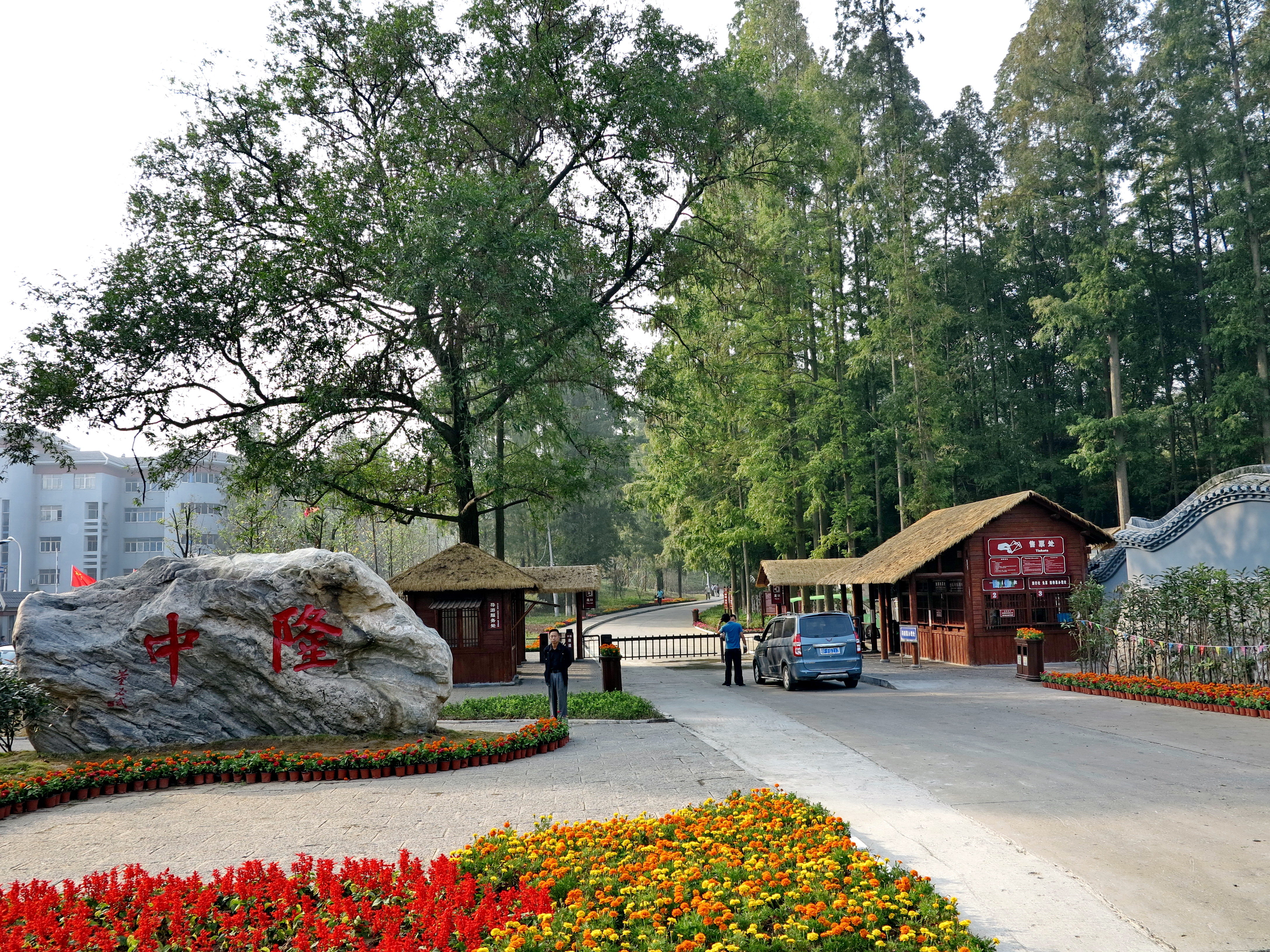
Вхід до ландшафтного парку
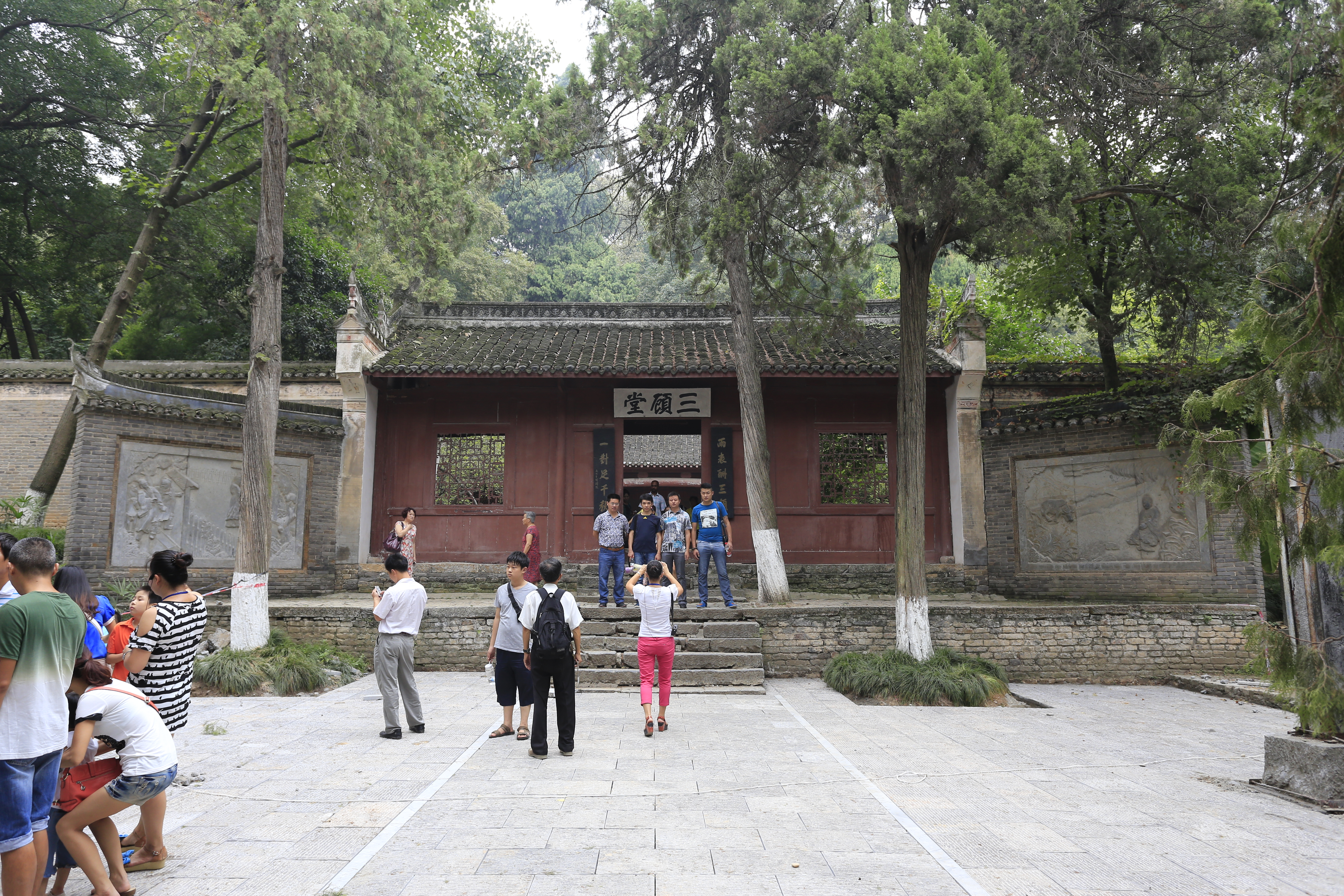
Місце вшанування пам'яті трьох відвідин Чжуге Ляна
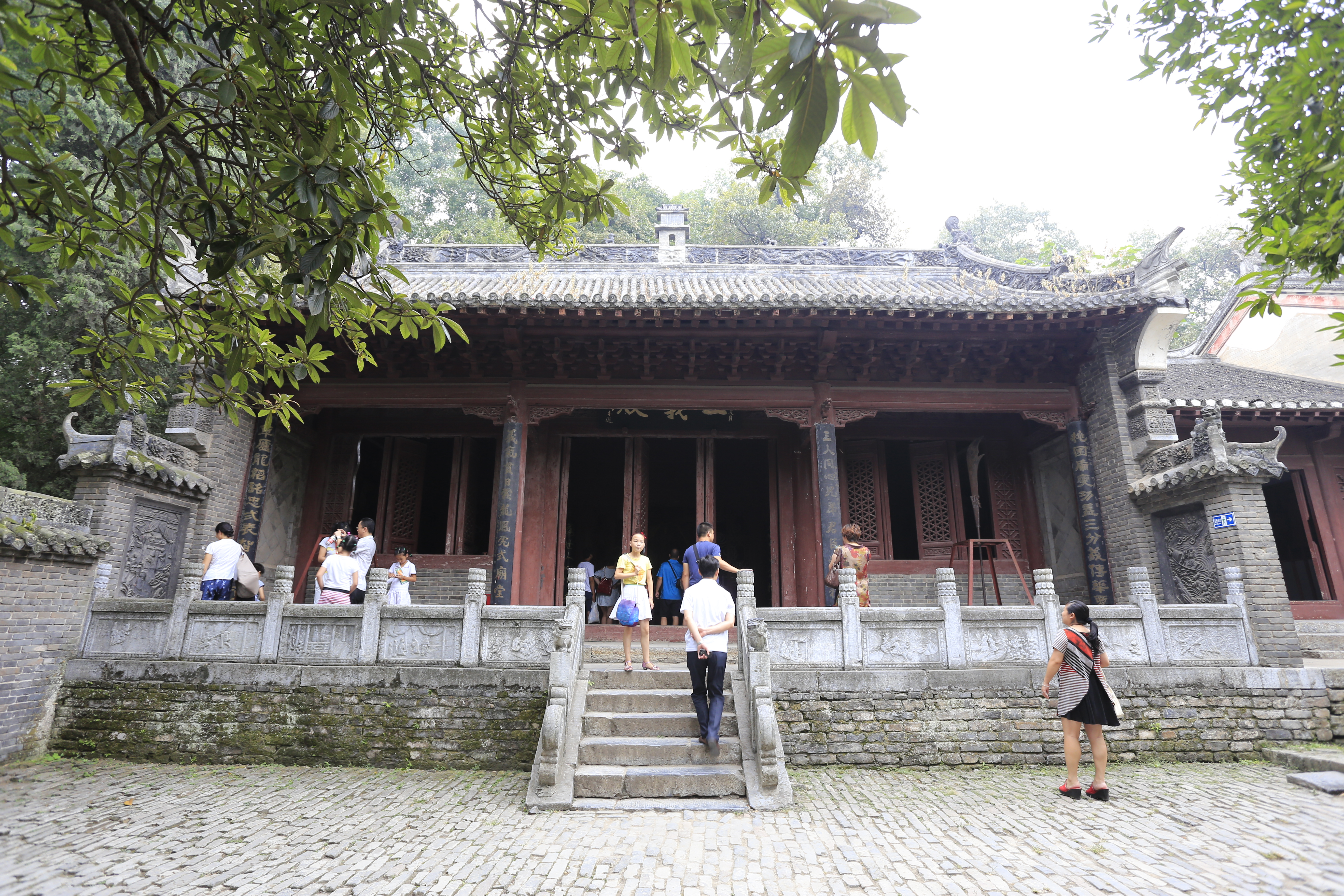
Храм трьохправедності
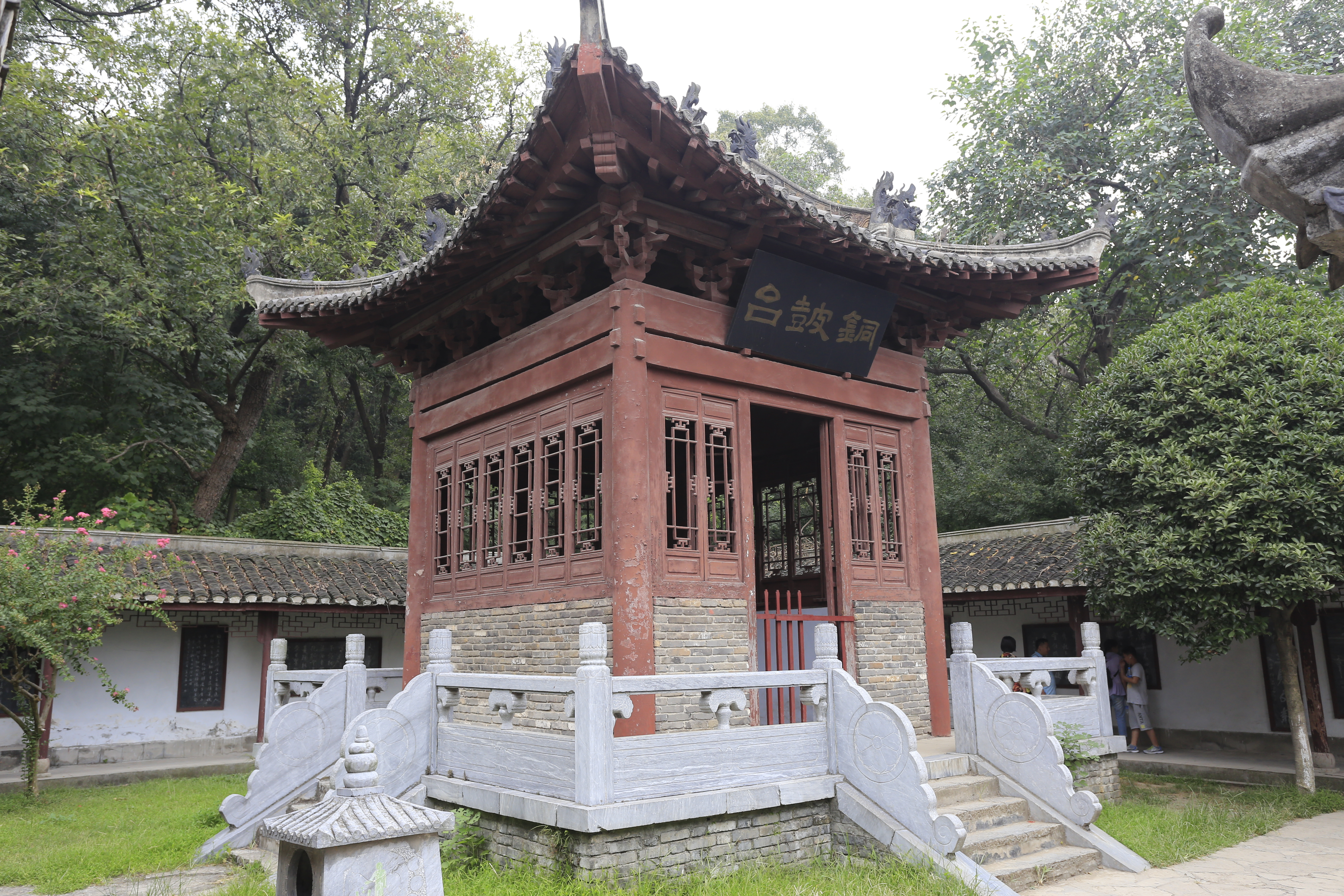
Храм Чжуге Ляна
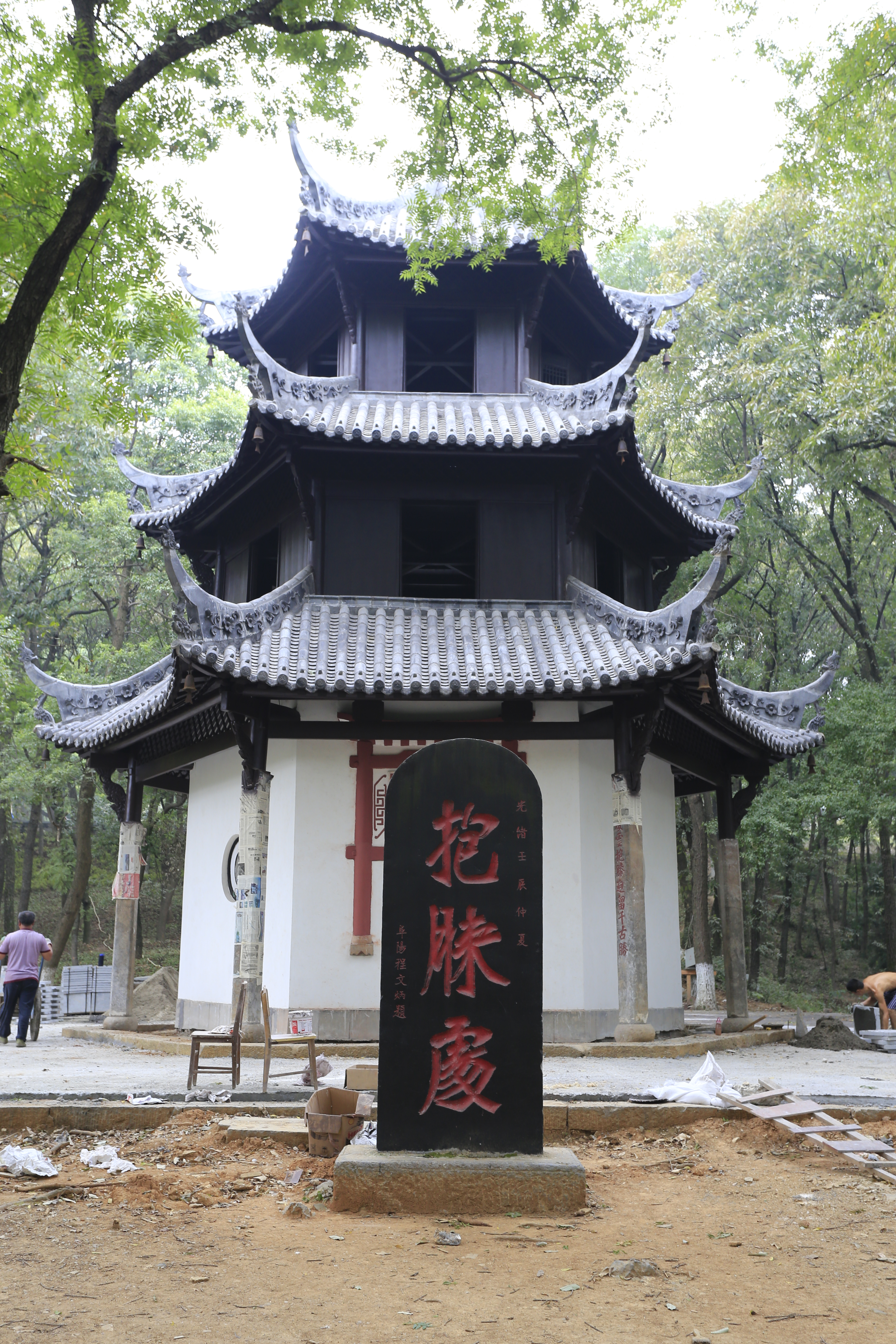
Меморіальний павільйон на місці, де Чжуге Лян любив складати і співати пісні
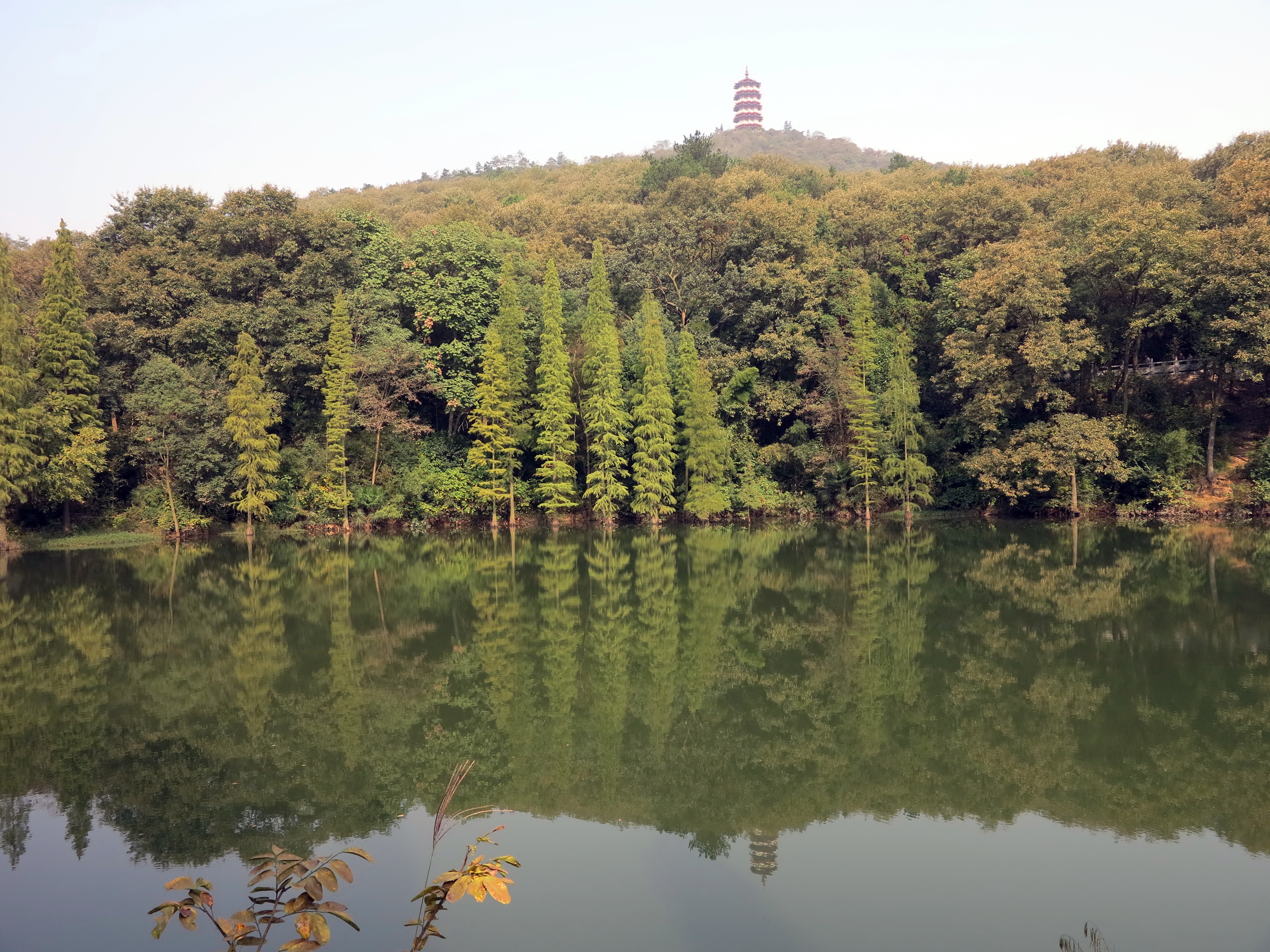
Мальовничі куточки парку
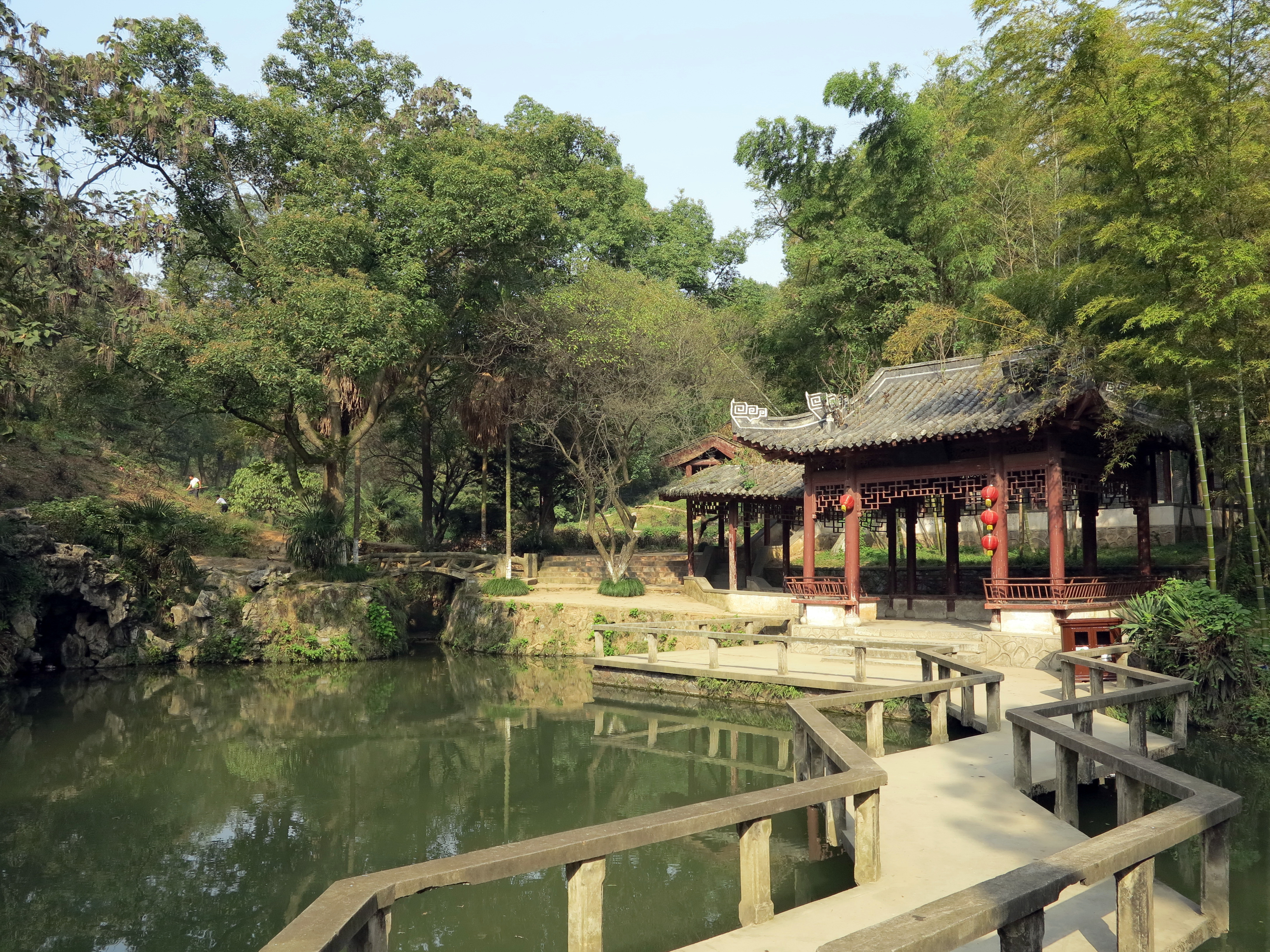
Мальовничі куточки парку